# Pictetia nipensis
Pictetia nipensis är en ärtväxtart som först beskrevs av Ignatz Urban, och fick sitt nu gällande namn av Beyra och Matt Lavin. Pictetia nipensis ingår i släktet Pictetia och familjen ärtväxter. Inga underarter finns listade i Catalogue of Life.